# سمیت فلزی
سمیت فلزی یا مسمومیت فلزی به اثر سمی برخی فلزات بر جانداران گفته می‌شود. بعضی از فلزات وقتی ترکیب محلول تشکیل می‌دهند، سمی می‌شوند. برخی فلزات دیگر هیچ نقش بیولوژیکی ندارند؛ به عنوان مثال جزو مواد معدنی ضروری نیستند یا در شکل خاصی سمی هستند. در مورد سرب، هر مقدار قابل اندازه‌گیری ممکن است اثرات منفی بر سلامتی داشته باشد. معمولاً فلزات سنگین را مترادف فلز سمی می‌پندارند، اما فلزات سبک‌تر مانند بریلیم و لیتیم نیز ممکن است در شرایط خاص سمی باشند. همه فلزات سنگین سمی نیستند و برخی از آن‌ها مانند آهن ضروری نیز هستند. این تعریف ممکن است در مواردی شامل عناصر کمیاب باشد که در دوزهای غیرطبیعی زیاد ممکن است سمی باشند. فلزات سمی می‌توانند در اندام‌ها و ساختارهای بدن انسان قرار بگیرند و آن‌ها را دچار اختلال کنند. به عنوان مثال فلز رادیواکتیو رادیم می‌تواند در ساختار استخوان، در کنار کلسیم قرار بگیرد.

## روش‌های درمان
کی لیت درمانی، یکی از راه‌های درمان مسمومیت با فلز است. روشی که شامل تجویز عوامل کی لیت برای حذف فلزات از بدن است. عوامل کی لیت یا چنگاله، موادی شیمیایی هستند که یون فلز را در خود جذب کرده و نگه می‌دارند. این فرایند از واکنش یون‌های فلزی با مولکول‌های بدن جلوگیری می‌کند و باعث می‌شود آن‌ها در خون حل شده و همراه ادرار از بدن خارج شوند.کی لیت درمانی به علت خطراتی که دارد، باید تحت نظارت دقیق پزشک انجام بشود. این داروها حتی زمانی که درمان به درستی انجام شود، می‌توانند عوارض جانبی قابل توجهی داشته باشند.

## انواع مسمومیت

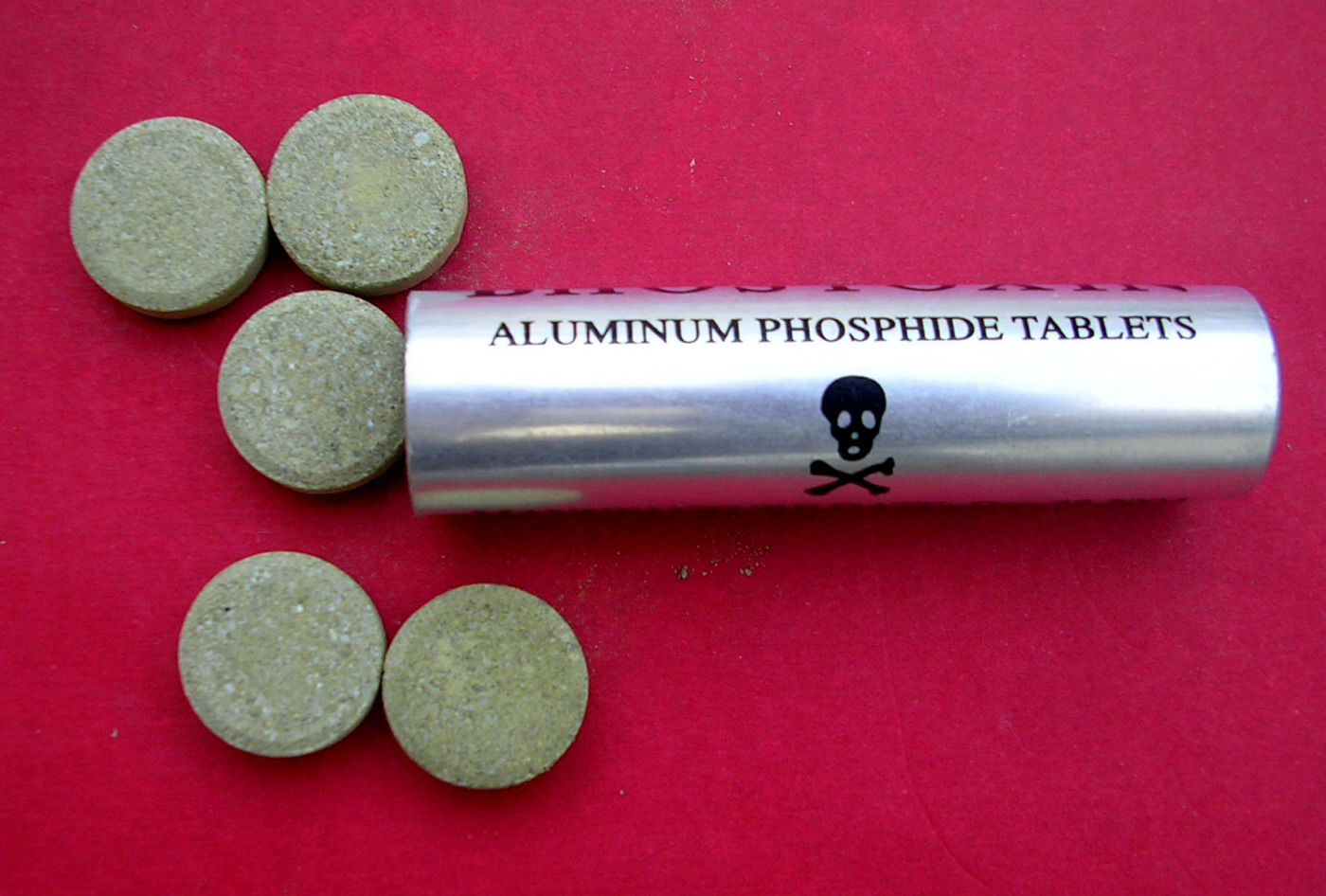
تصویری از آلومینیوم فسفید یا قرص برنج

### مسمومیت باآلومینیم فسفید
مسمومیت با آلومینیم فسفید بسیار حاد است. اگرچه این نوع از مسمومیت کمتر گزارش شده‌است، اما این مشکل در سراسر جهان به ویژه در کشورهای هند و نپال وجود دارد. آلومینیم فسفید یا قرص برنج که از آن به عنوان دفع‌کننده آفات در غلات استفاده می‌شود، بسیار سمی است و علت مرگ ناشی از آن شوک عمیق، میوکاردیت و نارسایی اندام است.

### مسمومیت با آرسنیک
آرسنیک شبه‌فلزی از گروه ۱۵ جدول تناوبی است که افزایش سطح آن در بدن باعث مسمومیت با آرسنیک می‌شود. منبع اصلی مسمومیت با آرسنیک، آب‌های زیرزمینی است که به‌طور طبیعی حاوی مقادیر زیادی از آرسنیک هستند. از علائم کوتاه‌مدت مسمومیت با آرسنیک می‌توان به استفراغ، درد شکم، انسفلوپاتی و اسهال خونی اشاره کرد. عوارض بلندمدت مسمومیت با آرسنیک عبارت‌اند از: تیره و ضخیم شدن پوست، درد شکمی، اسهال، بیماری قلبی، بی‌حسی و سرطان.

### مسمومیت با بریلیم
مسمومیت با بریلیم عارضه‌ای است که به علت اثرات سمی عنصر بریلیم و ترکیبات آن ایجاد می‌شود. میزان سمیت بریلیم به مدت زمان، شدت و دفعات مواجهه با آن بستگی دارد. طبق تحقیق آژانس بین‌المللی تحقیقات دربارهٔ سرطان (IARC)، عنصر بریلیم و ترکیبات آن از مواد سرطان‌زای دسته یک محسوب می‌شوند و علاوه بر انسان، برای جانوران نیز سرطان‌زا هستند.

### مسمومیت با کادمیم
کادمیم فلزی بسیار سمی است که به‌طور معمول در کارخانه‌ها و کارگاه‌های صنعتی یافت می‌شود. حد مجاز قرارگیری در معرض این فلز بسیار کم است و حتی مقادیر کمی از آن می‌تواند باعث مسمومیت گردد. کادمیم به‌طور گسترده در فرایند آبکاری استفاده می‌شود، اما در این فرایند خطری ایجاد نمی‌کند. کادمیم در برخی از رنگ‌های صنعتی وجود دارد و همچنین در تولید برخی باتری‌ها از آن استفاده می‌شود.

### مسمومیت با مس
مسمومیت با مس به علت وجود مقدار بیش از حد آن در بدن ایجاد می‌شود. این مسمومیت می‌تواند از خوردن غذاهای اسیدی طبخ شده در ظروف مسی فاقد روکش محافظ یا نوشیدن آبی که بیش از حد با مس در تماس بوده‌است، ناشی شود.

### مسمومیت با آهن
این مسمومیت بر اثر انباشت بیش از حد آهن در نتیجهٔ مصرف بالای آن رخ می‌دهد. علت این مسمومیت معمولاً افزایش ناگهانی و حاد میزان آهن است؛ بنابراین افزایش تدریجی آن معمولاً مشکلی ایجاد نمی‌کند. این مشکل معمولاً در خردسالان و زنان بارداری رخ می‌دهد که مقادیر زیادی قرص آهن مصرف می‌کنند. مصرف تقریباً ۳ گرم آن در کودکان دوساله کشنده است.

### مسمومیت با سرب
مسمومیت با سرب عارضه‌ای پزشکی در انسان و سایر مهره‌داران است که بر اثر افزایش سطح این فلز سنگین در بدن ایجاد می‌شود. عنصر سرب در انواع فرآیندهای بدن اختلال ایجاد می‌کند و برای بسیاری از بافت‌ها و اندام‌ها از جمله قلب، استخوان‌ها، روده‌ها، کلیه‌ها و سیستم‌های تولید مثل و عصبی سمی است. سرب در ایجاد دستگاه عصبی اختلال ایجاد می‌کند؛ بنابراین به ویژه برای کودکان بسیار سمی است و باعث اختلالات یادگیری و رفتاری دائمی می‌شود.

### مسمومیت با لیتیم
از لیتیم در برخی از داروها از جمله برای درمان اختلالات دوقطبی استفاده می‌شود. مقدار مجاز استفاده از این داروها بسیار نزدیک به مقدار سمی آن است، به همین دلیل بیماران به دقت تحت نظر قرار می‌گیرند.

### مسمومیت با جیوه

تصویری از فرد مبتلا به بیماری میناماتا

مسمومیت با جیوه عارضه‌ای است که در اثر قرار گرفتن در معرض جیوه یا ترکیبات آن ایجاد می‌شود. جیوه (Hg) فلزی سنگین از جدول تناوبی عناصر است و به شکل‌های مختلفی وجود دارد که همهٔ آن‌ها می‌توانند در مقدار زیاد، ایجاد مسمومیت کنند. حالت اکسید نشدهٔ آن (Hg0) به صورت بخار یا فلز مایع وجود دارد. حالتی از آن به فرمول شیمیایی (Hg2+2) به شکل نمک‌های غیرآلی وجود دارد و حالتی از آن به فرمول (Hg+2) ممکن است نمک‌های غیرآلی یا ترکیبات ارگانیک را تشکیل دهد و اثر سمی هر کدام از این سه گروه متفاوت است. مسمویت با جیوه شامل آسیب به مغز، کلیه‌ها و ریه‌ها است. این مسمومیت می‌تواند منجر به بیماری‌های متعددی از جمله آکرودینیا (Acrodynia)، سندرم هانتر و بیماری میناماتا شود.

### مسمومیت بانقره(آرگیریا)

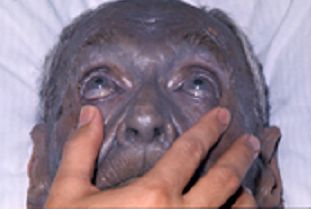
تصویری از فرد مبتلا به آرگیریای عمومی

آرگیریا بیماری‌ای است که با قرار گرفتن در معرض ترکیبات شیمیایی یا غبار عنصر نقره ایجاد می‌شود. چشمگیرترین علامت آرگیریا، تغییر رنگ پوست به رنگ آبی یا آبی مایل به خاکستری است. این بیماری می‌تواند به شکل آرگیریای عمومی یا آرگیریای محلی باشد. آرگیریای عمومی روی قسمت‌های وسیعی از بخش نمایان بدن تأثیر می‌گذارد، اما تأثیر آرگیریای محلی روی قسمت‌های محدودی از بدن مانند تکه‌هایی از پوست، بخش‌هایی از مخاط و ملتحمه چشم قابل مشاهده است.